# Arthur Wallis Exell
Arthur Wallis Exell, född den 21 maj 1901 i Birmingham, död den 15 januari 1993 i Cheltenham, var en brittisk kryptograf, taxonom och växtgeograf, han var känd för sin botaniska forskning i tropiska och subtropiska Afrika samt en auktoritet på familjen tropikmandelväxter.
Auktorsnamnet Exell kan användas för Arthur Wallis Exell i samband med ett vetenskapligt namn inom botaniken; se Wikipediaartiklar som länkar till auktorsnamnet.